# La–9
A La–9 (cirill betűkkel: Ла–9, NATO-kódja: Fritz) az 1940-es évek második felében, közvetlenül a második világháborút követő időszakban a Szovjetunióban gyártott egymotoros, teljesen fémépítésű vadászrepülőgép. A Szemjon Lavocskin vezetése alatt álló OKB–301-es tervezőirodában tervezték a faépítésű La–7 továbbfejlesztésével. Sorozatgyártása 1946-ben kezdődött és 1949-ig tartott, ez idő alatt több mint 1500 darabot készítettek. A Szovjetunióban rendszeresített utolsó dugattyús motoros vadászrepülőgépek közé tartozik. Csak rövid ideig álltak szolgálatban, az 1950-es évek elejétől gyorsan kiszorították az újonnan megjelenő sugárhajtású vadászrepülőgépek. A Szovjetunión kívül kisebb mennyiségben Kínában, Észak-Koreában, valamint Lengyelországban, Romániában és az NDK-ban is rendszeresítették. Nagyobb kapacitású üzemanyagtartályokkal felszerelt, növelt hatótávolságú változata a kísérő vadász szerepkörben alkalmazott La–11.

## Története
Az 1944 májusától gyártott és júniusban rendszeresített La–7 vadászrepülőgép legfőbb hátrányos tulajdonsága a faépítésű sárkányszerkezet volt, amely nagyobb tömeget eredményezett a hasonló könnyűfém konstrukcióknál. Ezért már 1944-ben elkezdődött a La–7 továbbfejlesztése. Ennek eredménye a 120-as gyártmányjelzésű prototípus volt, amelynél a sárkányszerkezet egyes elemeit már fémből készítették (ezzel a sárkány tömegét 150 kg-mal sikerült csökkenteni), és a gép megkapta a La–7L-en már kipróbált lamináris szárnyat is. A gépbe a 23 mm-es NSZ–23 gépágyút és Svecov AS–83-as csillagmotort építettek, amelyeket előzőleg már ugyancsak teszteltek egy La–7-en. A 120-as gyártmányból két prototípus készült. Ezeket 1945 januárjában tesztelték. Az AS–83 motor azonban nem bizonyult megbízhatónak, ezért a 120-as gyártmányon a további munkálatokat befejezték.
A 120-as gyártmány utóda a La–126 lett, amelynél visszatértek a La–7-en is használt Svecov AS–82FN motorhoz. Megtartották a 120-as gyártmány vegyes, fa- és fémépítésű sárkányszerkezetét, javítottak azonban a lamináris szárnyon. A gépbe a 120-ason kipróbált NSZ–23 gépágyúból négy darabot építettek be. A repülési teszteket a géppel 1946 áprilisában fejezték be. A gép tűzereje jelentősen növekedett a La–7-hez képest, azonban nem hozta a repülési teljesítményben várt javulást a La–7-hez képest, ezért a La–126 sem jutott túl a prototípus szintjén.
Habár a 126-os típus csak prototípus maradt, az ott alkalmazott konstrukciós megoldásokat hasznosították a 130-as jelzésű prototípusnál, amely már teljes egészében fémépítésű sárkányszerkezetet kapott. A 126-oshoz hasonlóan a gépbe négy darab 23 mm-es NSZ–23 gépágyút és Svecov AS–82FN csillagmotort építettek be. Az első prototípust 1946 januárjába készítették el a gorkiji 21. számú repülőgépgyárban (napjainkban Szokol repülőgépgyár), ahol a La–7 sorozatgyártása is folyt. A prototípust februárban átszállították az időközben Himkibe visszaköltözött OKB–301-es tervezőirodába a gyári tesztekhez. Ezeket 1946 májusában végezték el, ennek keretében 30 repülést hajtottak végre.
A gyári tesztek után a prototípust 1946. június 9-én a átadták állami tesztelésre a Légierő Tudományos Kutatóintézetének (NII VVSZ). A próbarepülések során problémák merültek fel a gép stabilitásban, irányíthatóságban és a fegyverzetben. Ezért a prototípust július 8-án a visszaszállították az OKB–301-es tervezőirodába, és csak a hibák kijavítása után folytatódtak a tesztek. Az állami teszteket október 10-én fejezték be pozitív eredménnyel.
A gép sorozatgyártása még az állami tesztek befejezése előtt, 1946 augusztusában elkezdődött a gorkiji 21. sz. repülőgépgyárban, a gép gyári jelzése 48-as típus volt. 1946 decemberére a gorkiji repülőgépgyár átállt a fémépítésű gépek gyártására a korábbi faépítésű technológiáról (amellyel a La–7 készült). 1946. december 31-ig a szovjet légierőnek átadták az első 15 darab sorozatgyártású gépet, amely a légierőnél a La–9 típusjelzést kapta. Ezzel párhuzamosan az Ulan-udei Repülőgépgyárban előkészítették a kétüléses La–9UTI sorozatgyártását. Az első sorozatgyártású gépeket csapatpróbára a Moszkva közelében fekvő Tyoplij Sztan-i repülőtéren állomásozó 176. vadászrepülő gárdaezred kapta meg. A következő években jelentősen felfutott a gyártás, 1947-ben 840, 1948-ban 704 darabot készítettek. Az 1946–1949 közötti sorozatgyártás alatt 1559 darabot gyártottak (más adatok szerint 1634 darab készült).
A Szovjet Légierő 1951-ben 640 darab, a légvédelmi csapatok 245 darab La–9-t üzemeltettek. Ebben az évben 100 darab La–9-es alakítottak át kétüléses UTILa–9 kiképző repülőgéppé. A Szovjet Légierő La–9-el felszerelt alakulatai állomásoztak Lengyelország (1. és 2. Légi Hadsereg) és Mandzsuria (9. Légi Hadsereg) területén is. A Szovjetunió területén a 11., 14., 16. és 17. Légi Hadsereg, valamint a Moszkvai Katonai Körzet repülő alakulatai használták a típust.
A Szovjetunió néhány szövetséges országának is szállított a típusból. Kína 1950-ben 120 darabot kapott, amelyeket a 9, vadászrepülő hadosztálynál állítottak szolgálatba. Kínában a típus utolsó példányait 1959-ben vonták ki a szolgálatból. Észak-Koreába 1950-1951-ben szállított a Szovjetunió La–9-es vadászgépeket, amelyekkel két vadászrepülő ezredet szereltek fel. Emellett Lengyelország, Románia és az NDK is használta a típust kisebb mennyiségben. Az NDK-ban 1952–1956 között öt darab állt szolgálatban. Romániának 10 darabot szállítottak 1950-ben, ezek közül ör darab egyszemélyes, öt darab kétszemélyes UTI változat volt. 

## Harci alkalmazása
Észak-Koreába néhány tucat La–9-est szállított a Szovjetunió. Ezeket alkalom szerűen bevetették a koreai háborúban, de nem vehették fel a versenyt az ott bevetett amerikai sugárhajtású repülőgépekkel, ezért ez a típus a háborúban érdemi szerepet nem játszott. Feltételezhető, hogy az észak-koreai oldalon szovjet pilóták vezette szovjet gépeket is bevetettek (összesen 40 db-t a Tengermelléki határterületen állomásozó 304. vadászrepülő ezredtől).

## Jellemzői

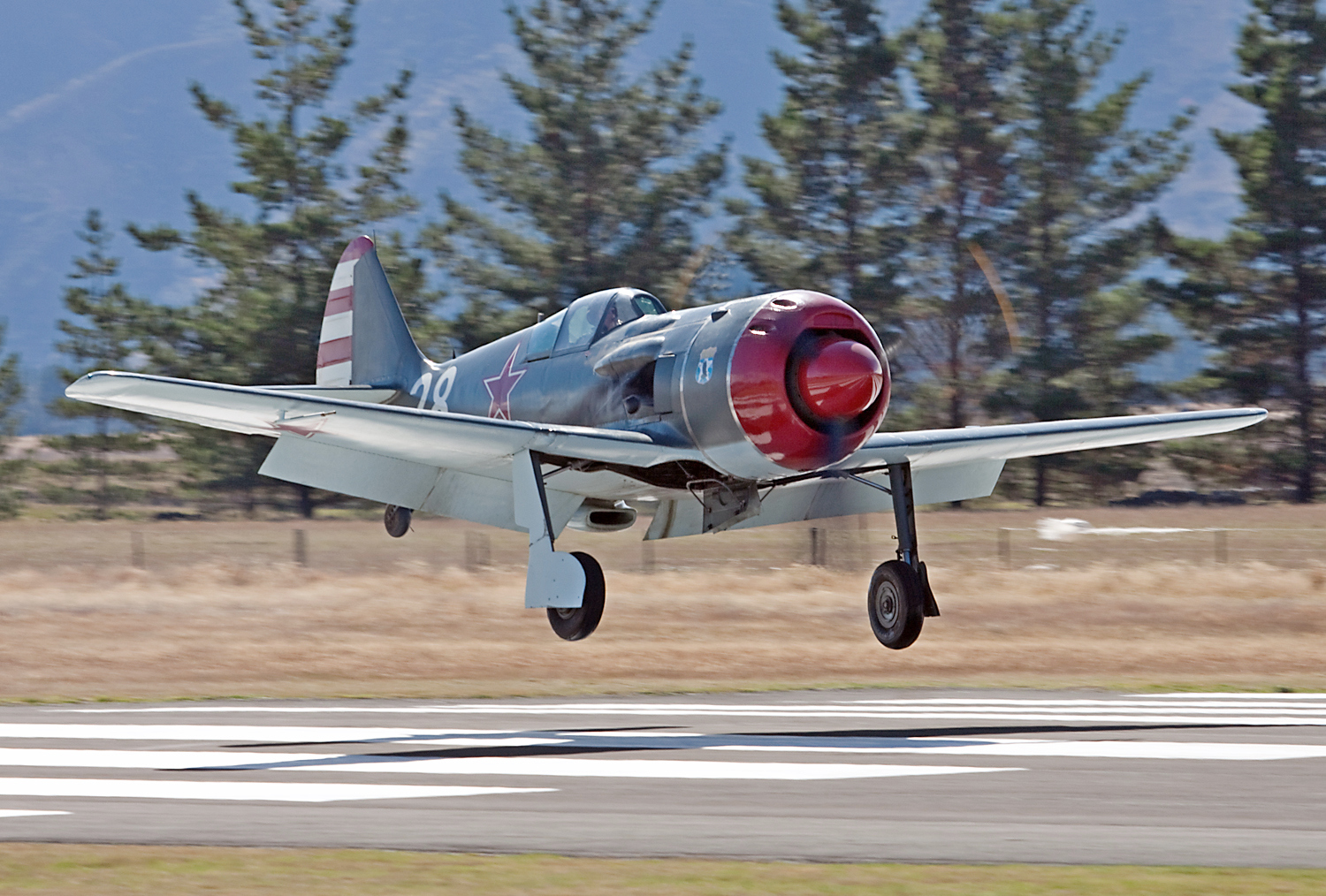
Magántulajdonban lévő La–9 új-zélandi lajstromjellel leszállás közben

A La–9 dúralumíniumból készült, teljesen fémépítésű, alsószárnyas, egymotoros repülőgép. Aerodinamikai kialakítása nagyrészt megegyezett a fejlesztés alapjául szolgáló La–7 vadászrepülőgépével. A legjelentősebb változtatás a La–7-hez képest a kettős trapéz alaprajzú, lamináris profilú szárny, amely két részből, egy szárnyközépből (centroplan) és egy külső szárnyrészből áll. A szárny egyfőtartós. A szárnyon alul egy-egy 60 fokig kitéríthető, hidraulikus működtetésű leszálló féklap, a szárny külső részein Frise-típusú csűrők találhatók. A szárny és a törzs találkozásánál áramvonalas borítólemezeket helyeztek el. A csűrők és a magassági kormány tolórudas, az oldalkormány acélsodronyos működtetés. 
Az ovális keresztmetszetű törzs félhéj szerkezet. A törzs két fő részből áll, ezek a pilótafülke mögötti részen csatlakoznak és négy ponton vannak egymáshoz rögzítve. A törzs elülső része hegesztett acélszerkezet, amelyre a motort és a négy gépágyút rögzítették. A pilótafülke homloklemeze páncélüvegből készült, a középső része hátrahúzható, valamint vészhelyzetben ledobható. 
Futóműve hárompontos, farokfutós elrendezésű. A futók behúzhatók, a főfutók a szárnyba és a törzsbe szárny-törzs átmenetnél, a farokfutó a törzs hátsó részébe. A főtartók olaj- és levegőtöltésű lengéscsillapítókkal voltak felszerelve. A főfutó kerekei mindkét oldalon pneumatikus fékkel rendelkeztek. 
A gép orr részébe La–7-en is alkalmazott Svecov AS–82FN csillagmotort építették be. A 14 hengeres, kétkoszorús, léghűtéses, benzinüzemű csillagmotort kétfokozatú kompresszoros feltöltővel is ellátták. A hűtőlevegő mennyiségét a motor előtt elhelyezett lemezekkel szabályozták. A motor levegőbeömlő nyílása a törzs orr részén felül, a motor és a gépágyuk feletti részen helyezkedett el és nem állt ki a törzs felületéből. A hengerek szívócsonkjait porszűrővel látták el. A kipufogócsövek elhelyezésénél egyedi megoldást alkalmaztak. A 14 henger kipufogó csövei közül hat-hat darabot a törzs két oldalán, a motorburkolat utáni részen vezettek ki, még két kipufogócsövet a motorburkolat felső részén. A motor egy változtatható állásszögű, háromtollú VIS–105V–4 típusú légcsavart hajtott, melynek átmérője 3,1 m. A motor olajtartálya 63 literes, de üzemszerűen csak 50 litert töltöttek bele. Az olajhűtő a törzs alatt egy áramvonalas csatornában található, a hűtőn átáramló levegő mennyiségét a csatorna kilépő részének zárásával szabályozták. 
A gép fegyverzetét négy darab 23 mm-es NSZ–23 gépágyú alkotta, amelyeket a lőszerrakaszokkal együtt a motor mögötti törzsrészben helyeztek el. A szinkronizált gépágyúk a légcsavarkörön keresztül tüzeltek. A gépágyúhoz az ASZP–1N típusú kolimátoros célzóberendezést használták, amely a brit M–2D célzókészülék szovjet másolata volt. A gép rendelkezett egy Fairchild N–6 típusú fotógéppuskával is, amelyet a jobb oldali szárban helyeztek el. A gépet a szokásos repülési műszereken kívül felszerelték egy RSZI–6M rádióvevővel, egy RSZI–6 rádió-jeladóval, RPKO–10M típusú rádióiránytűvel, valamint egy SZCS–3M típusú barát-ellenség felismerő berendezéssel. A gépen elhelyeztek egy KP–14 típusú oxigénellátó berendezést, amelyhez egy négyliteres oxigéntartály tartozott.

## Típusváltozatok
- 138-as gyártmány vagy La–138 – Két darab kiegészítő PVRD–430 típusú lüktető sugárhajtóművel felszerelt, 1947-ben készített kísérleti változat. A sugárhajtóműveket a félszárnyak alatt rögzítették.[4]
- UTI–La–9 vagy ULa–9, ismert még La–9UTI jelzéssel is – kétüléses kiképző és gyakorló változat, a pilótafülkében tandem üléselrendezéssel. 1947 nyara és 1948 áprilisa között az Ulan-udei 99. sz. repülőgépgyár épített egy 250 darabos sorozatot ebből a változatból. Majd 1951-ben a Szovjet Flotta repülőgépjavító bázisa 1951-ben további 100 darab együléses vadászgépet alakított át kétüléses kiképző változatúvá. Ez a változat vagy egy darab 12,7 mm-es UBSZ géppuskával, vagy egy 23 mm-es NSZ–23 géppuskával volt felszerelve.[5]
- La–9RD – Két darab lüktető sugárhajtóművel felszerelt kísérleti változat, amely 1946 végén, 1947 elején készül. Az RD–13 típusú sugárhajtóművet Vlagyimir Cselomej tervezőirodája készítette. A kiegészítő sugárhajtóművel 70 km/h-val nagyobb maximális sebességet értek el, ugyanakkor romlott a gép manőverezőképessége, valamint erős vibrációt okoztak a sugárhajtóművek, amelyek megbízhatatlan üzeműek voltak. Több darabot készítettek ebből a kísérleti változatból. Az 1947-es tusinói légiparádén kilenc darab kiegészítő sugárhajtóműves La–9 vett részt.[6]
- La–9V – Kétszemélyes kiképző-gyakorló változat. Csak prototípus készült belőle.[7]
- 134-es gyártmány, La–134 vagy La–9M – Növelt hatótávolságú változat, amely 1947 tavaszán repült először. Csak két prototípus készült, később ez lett a La–11 kísérő vadász fejlesztésének alapja.[8]

## Műszaki adatok
Tömeg- és méretadatok
- Fesztáv: 9,8 m
- Hossz: 8,6 m
- Szárnyfelület: 18 m²
- Magasság: 3,6 m
- Üres tömeg: 418 kg
- Normál felszálló tömeg: 3400 kg

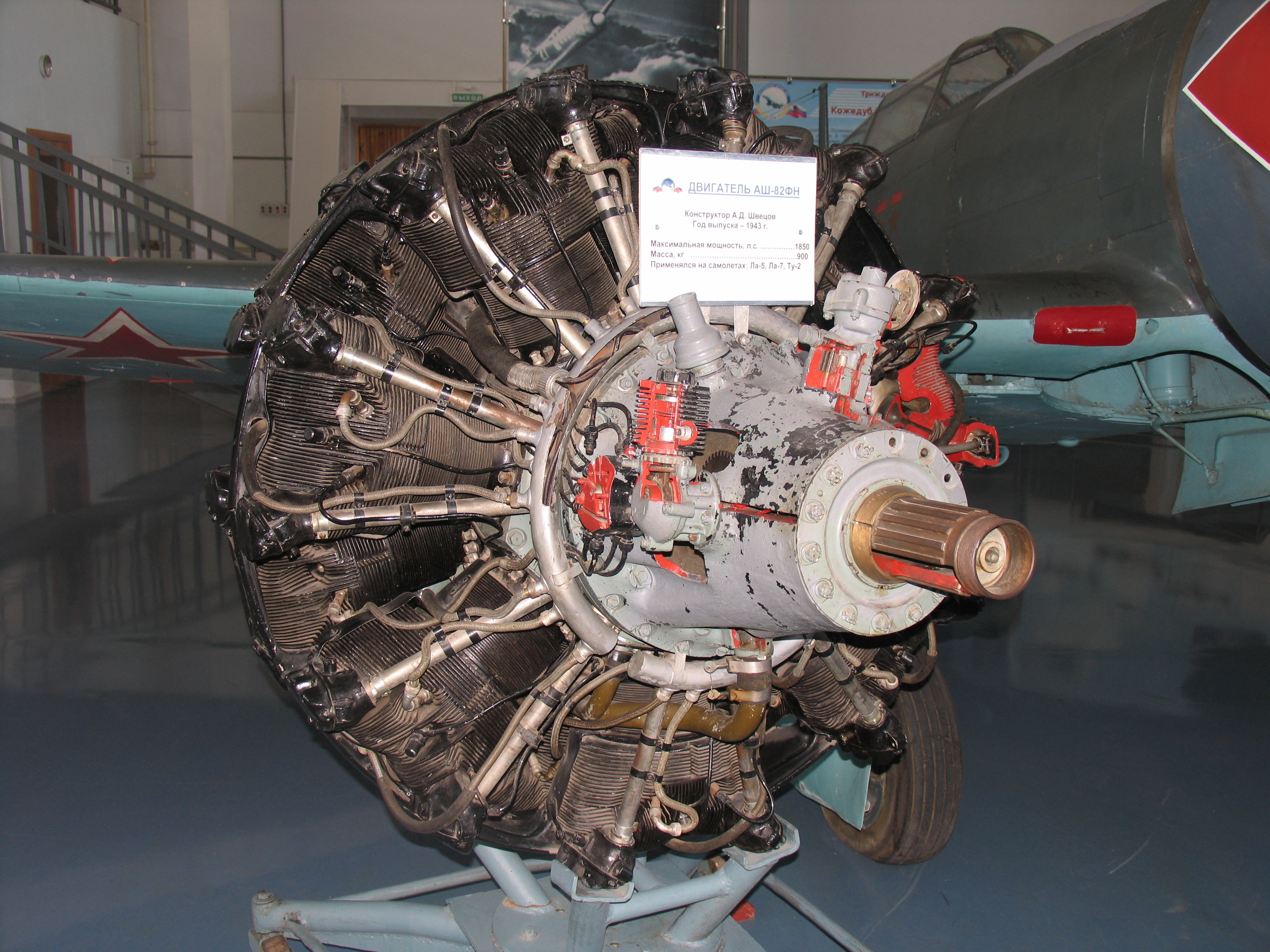
AS–82FN csillagmotor

- Legnagyobb felszálló tömeg: 3700 kg
- Üzemanyag-kapacitás: 825 kg

Motor
- Motor típusa: Svecov AS–82FN 14 hengeres, kétkoszorús, közvetlen üzemanyag-befecskendezéses léghűtéses benzinüzemű csillagmotor
- Motorok száma: 1 db
- Maximális teljesítmény: 1380 kW (1850 LE)

Fegyverzet
- 4 db NSZ–23 23 mm-es gépágyú, egyenként 150 db-os lőszerjavadalmazással

Repülési adatok
- Gazdaságos utazósebesség: 380 km/h
- Maximális sebesség: 740 km/h
- Emelkedőképesség: 24 m/s
- Maximális repülési magasság: 11 000 m
- Hatótávolság: 1700 km